# Enrique Enríquez de Guzmán (f. 1617)
Enrique Enríquez de Guzmán (m. 1617), VII conde de Alba de Liste por sentencia pronunciada el 17 de marzo de 1612 contra el marqués de Talavera, y también señor de Garrovillas de Alconétar y Carbajales de Alba, comendador de la Orden de Calatrava en 1502 y colegial mayor en Salamanca. Nació en Zamora, hijo de Fadrique Enríquez de Guzmán y Toledo, comendador mayor de la Orden de Alcántara y mayordomo mayor del príncipe Carlos —hijo del III conde de Alba de Liste, Diego Enríquez de Guzmán, y de su segunda esposa, Catalina de Toledo y Pimentel— y de Guiomar de Villena.
Casó el 1 de octubre de 1604 con Isabel Messía de Ovando —hija del I conde de Uceda—, de cuyo matrimonio nació el otro Fadrique Enríquez de Guzmán, VIII conde de Alba de Liste, y Luis Enríquez de Guzmán, IX conde del título. Falleció en 1617.